# Semiothisa nitidata
Semiothisa nitidata är en fjärilsart som beskrevs av W. Warren 1897. Semiothisa nitidata ingår i släktet Semiothisa och familjen mätare. Inga underarter finns listade i Catalogue of Life.